# Pianottoli-Caldarello
Pianotolli-Caldarello (en cors Pianottuli è Caldareddu) és un municipi francès, situat a la regió de Còrsega, al departament de Còrsega del Sud. L'any 1999 tenia 729 habitants.

## Demografia
| 1962 | 1968 | 1975 | 1982 | 1990 | 1999 |
| ---- | ---- | ---- | ---- | ---- | ---- |
| 307  | 310  | 794  | 889  | 653  | 729  |